# 摩耶纜索線

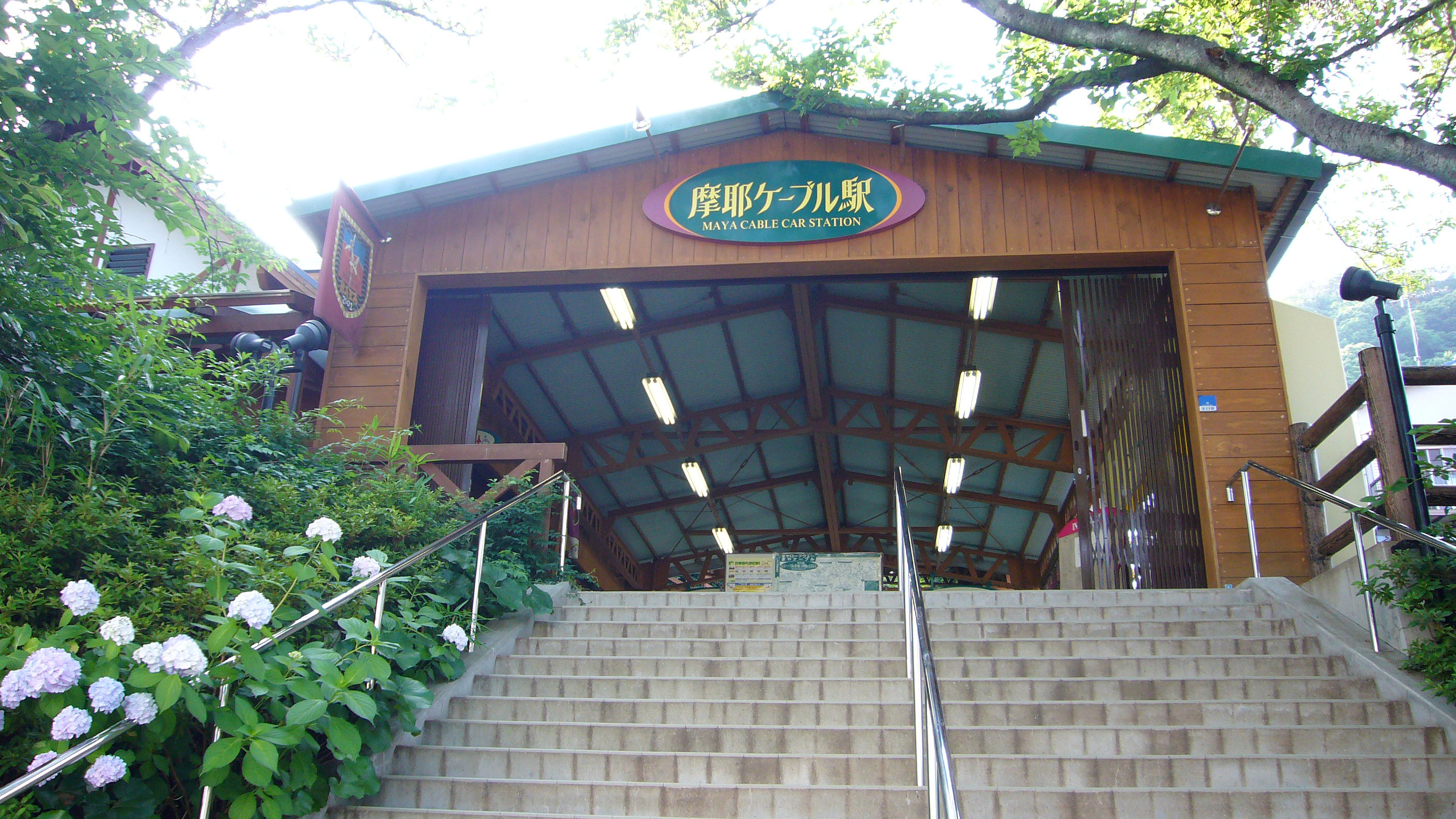
摩耶纜索站

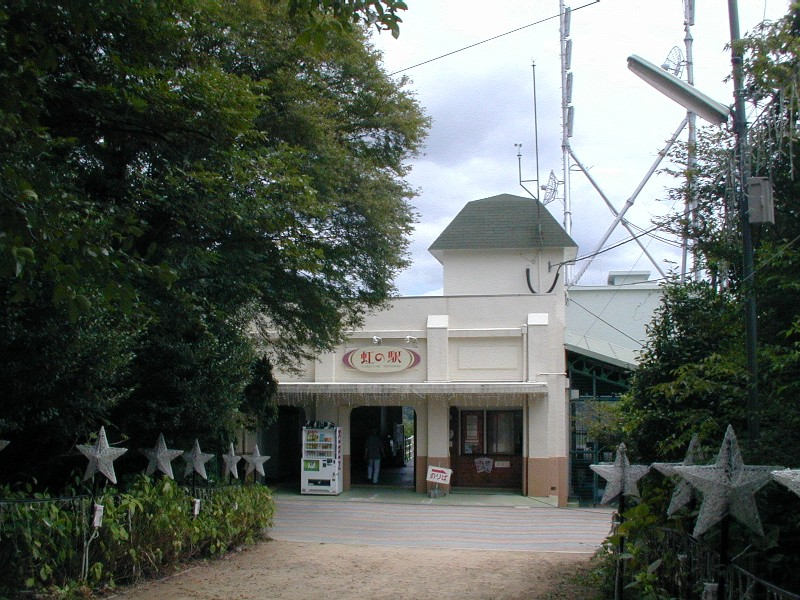
摩耶纜索的虹站（虹之站）。雖然車站進行翻新，但是仍然是大正時代建築物（2007年9月）。

摩耶纜索線（日语：／ Mayakēburu sen */?）是一條連接兵庫縣神戶市灘區摩耶纜索站至虹站（官方通稱：虹之站），由神戶房屋及城市發展公社營運的纜索鐵路。

## 概要
此纜索鐵路可登上摩耶山。在虹站可轉乘摩耶索道前往摩耶山上。摩耶纜索線摩耶纜索站至虹站（虹之站）之間，摩耶索道虹之站至星之站之間，兩線合而成為摩耶View Line夢散歩之官方愛稱。也會稱為摩耶View Line、摩耶纜車。
從前鐵路由六甲摩耶鐵道（現時：六甲山觀光）經営。在1995年發生阪神大地震，路線上有大型岩石墜落至路軌上，各個設施遭到破壞並長期暫停服務。在2000年，神戶市都市整備公社（現時：神戶房屋及城市發展公社）無償轉讓下繼續進行修復工程。在2001年起，與摩耶索道一同營運。在該年度只有44萬人乘坐，使用人次低迷，該年的赤字達到1億日圓。公社在2011年度表示摩耶纜索線不再經營，正在檢討廢除或轉讓至民間公司。但是，也有聲音希望保留纜索鐵路。後方把方針轉換，在神戶市擁有鐵路資產的前提下，檢討改變營運方針。

### 路線數據
- 路線距離（營業距離）：0.9公里
- 軌距：1067毫米
- 車站數目：2個（包括起終點站）
- 方式：單線2輛交走式
- 傾斜總長度：905.256米
- 最大高低差：312.435米
- 最大跨度：627.2米
- 隧道數目：1個（長156.91米）
- 最大坡度：546.5‰
- 最小坡度：208.3‰
- 平均坡度：413‰
- 高低差：561米
- 運行速度：每秒3.25米
- 車輛數目：2架×53人
- 動力：135kW 三相電機

## 運行形態
每20分鐘一班，在多客時期會增加班次。乘車所需時間為5分鐘。除了冬季外，星期六、假日和夏天的營業時間會延長。在2007年9月1日起，除公眾假期和夏季外，逢星期二休息。

## 車輛

### 第一代
在1925年啟用至1944年前使用第一代車輛，前面會展示上「A」和「B」。車輛單邊設有5個車門。照明等電源取自架空電纜（但是不是使用集電弓，而是使用桿）。

### 第二代
在1955年路線重開至2012年之間使用第二代車輛，由日立製作所製造。取電的方式改為集電弓。 
1號車的愛稱為「夢繡球花」、2號車的愛稱為「虹繡球花」，都是在阪神大地震後轉讓重開時給予。「夢繡球花」的車身底色為「海老茶」(■#773c30) ，車身塗上了於王子動物園飼育的各個動物打扮為「街之音樂隊」的模樣。「虹繡球花」的車身底色為「青苔色」(■#69821b)，車身塗上了於六甲山牧場飼育的各個動物打扮為「山之音樂隊」的模樣。
在當初登場時，1號車、2號車的車身使用了阪神電鐵的赤胴車，塗上了膚色和朱紅色。後來1號車加上愛稱「天上寺號」，2號車加上了愛稱「牧場號」，塗裝以黃色作為底色，1號車加上紅色帶，2號車加上綠色帶。上述愛稱與車身顏色一直使用，直至地震前。在地震修復完成後改變了顏色和愛稱。另外，在發生地震前的車輛中，只有單面3個車門，在地震後把鐵路轉讓和重開時，把中間車門撒走等以車身進行改造。只有單面2個車門。另外，車門為疊摺式，並且不是自動門，因此車長需要手動開關。第二代車齡57年後，由於車輛老化而宣布把設備翻新，同時把車輛翻新，2012年11月30日最後一次行走。

### 第三代
在翻新工程完成後，於2013年3月30日重開營運的是第三代車輛。由阪神車輛維護製造，車身設計與愛稱承襲自震災後退役前的第二代車輛。但是，車輛不是完全新製造，底架和剎車手柄是取自第二代車輛的零件重用。電力系統的構造變更，改用於車輛搭載了蓄電池。使路線中途不需要提供，便把架空電纜移除，以得到更佳的視野。車窗也被加寬，以改善車內的視野。此外，車內的照明系統改用LED，車門變為自動門。

## 歷史
此路線原本是摩耶山忉利天上寺參詣路線，以摩耶鋼索鐵道的名義啟用。
- 1925年（大正14年）1月6日 - 摩耶鋼索鐵道高尾站（現時：摩耶纜索站）至摩耶站（現時：虹站）之間開通[1]。
- 1938年（昭和13年）7月5日 - 阪神水災（日语：阪神大水害），直至8月4日之間暫停營業。
- 1944年（昭和19年）2月11日 - 成為不要不急線，高尾至摩耶之間暫停營運[1]。翌年把路軌撤走。
- 1955年（昭和30年）5月7日 - 高尾站至摩耶站之間重開[1]。第二代車輛開始使用。
- 1956年（昭和31年）11月2日 - 再次取得高尾站至山腳之間的鐵路許可。
- 1967年（昭和42年）7月9日 - 由於水災，直至7月15日之間暫停營業。
- 1973年（昭和48年）2月1日 - 高尾站改名為「摩耶纜索下站」。
- 1975年（昭和50年）10月29日 - 與六甲越有馬鐵道合併，成為六甲摩耶鐵道的路線。
- 1976年（昭和51年）1月30日 - 忉利天上寺被縱火而全部燒毀。再沒有參詣客乘車。
- 1995年（平成7年）1月17日 - 在阪神大地震下，路線受到嚴重破壞，在修復前路線長期暫停服務[6]。
- 2000年（平成12年）
  - 4月25日 - 摩耶索道的擁有者和營運者無償轉讓至神戶市都市整備公社。成為該公社的路線。
  - 6月5日 - 開始修復工程。
- 2001年（平成13年）3月17日 - 摩耶索道重開。摩耶索道下站改名為「摩耶索道站」、摩耶站改名為「虹站」。虹站在官方通稱使用「虹之站」。車輛的塗裝變更。
- 2012年（平成24年）12月1日 - 由於進行翻新工程而暫停服務[5]。
- 2013年（平成25年）
  - 1月1日 - 神戶市都市整備公社改名為神戶房屋及城市發展公社[7]。
  - 3月30日 - 翻新工程完成，路線重開。第三代車輛開始行走[5][8]。

## 車站列表
摩耶纜索站 - 虹站（虹之站）
- 虹之站的正式名稱中名為「虹」。但是車站資訊與車票均顯示「虹之站」。
- 虹站車站大樓的屋頂設有NHK和近畿廣域民放、SUN電視台的神戶灘電視中繼站。
- 包括信號所在內，路線上共有三處設有古老月台遺蹟，但是公社中沒有相關資料。

## 接績路線
- 摩耶索道站：神戶市巴士 18系統三宮站（日语：三宮駅バスのりば）、新神戶站、阪急六甲站、JR六甲道站方向，102系統JR六甲道站方向。港口觀光巴士（日语：みなと観光バス (神戸市)） 摩耶View Line坂巴士（日语：みなと観光バス (神戸市)#坂バス（51系統）） 水道筋、阪神岩屋站、JR灘站方向。
- 虹站（虹之站）：摩耶索道

上述提及兩條神戶市營巴士路線中，均每小時只有1-2班。在斜坡下的「五毛天神」巴士站與「觀音寺」巴士站設有轉多巴士班次停靠。而港口觀光巴士每20分鐘一班。

## 未成線
在摩耶纜車啟用時，摩耶鋼索鐵道同時擁有春日野道至上野花之木至石屋川之間的電氣鐵道，以及上野花之木至纜索下站之間的地下鋼索鐵道敷設許可，均於1956年失效。

## 注腳
1. 1 2 3 4  曾根悟（監修）. 朝日新聞出版分冊百科編集部（編集） , 编. . 週刊朝日百科. 30号 モノレール・新交通システム・鋼索鉄道. 朝日新聞出版. 2011-10-16: 36 （日语）.
2. ↑  １１年度に「摩耶ケーブル」撤退へ　神戸市公社 （页面存档备份，存于）（日語） - 神戶新聞，2010年3月27日。
3. 1 2  まやビューライン存続へ　新たな運営方針模索 （页面存档备份，存于）（日語） - 神戶新聞、2011年2月16日。
4. 1 2  まやビューライン一転存続へ　神戸市長「市運営が前提」 （页面存档备份，存于）（日語） - 朝日新聞，2011年2月16日。
5. 1 2 3  「摩耶ケーブル」リニューアルに伴う新車体のデザイン発表と「二代目摩耶ケーブル送別会」イベントについて （页面存档备份，存于）（日語） - 神戶市，2012年11月20日。
6. ↑  . 交通新聞 (交通新聞社). 1995-07-17: 3 （日语）.
7. ↑  「神戸すまいまちづくり公社」の誕生 （页面存档备份，存于）（日語） - 神戶房屋及城市發展公社，2013年8月4日參閲。
8. ↑  まやケーブル、運行再開　住民ら“３代目”の門出祝う　兵庫 （页面存档备份，存于）（日語） - 產經新聞，2013年3月31日
9. ↑  森村誠之著《鉄道未成線を歩く私鉄編》JTB，2001年，p.178

## 外部連結
- 神戶房屋及城市發展公社 （页面存档备份，存于）（日語）
- 摩耶View Line - 六甲、摩耶空中散歩 （页面存档备份，存于）（日語）